# Ours de Soleure
Pour les articles homonymes, voir Ours (homonymie).
Ne doit pas être confondu avec Ours d'Aoste.
Ours de Soleure est un chrétien romain du IIIe siècle vénéré en tant que martyr et saint. Il est le patron de la principale église catholique de Soleure, en Suisse, où se trouve son corps. Il a été associé très tôt à la Légion thébaine et à Victor de Soleure, dans le Martyrologe romain. 

## Biographie
La Vie d’Ours a été écrite par Eucher de Lyon au Ve siècle. Ours aurait été un chrétien d'origine romaine du IIIe siècle mort martyr sous l’empereur Maximien Hercule. Très tôt, son martyr est rattaché au massacre de la légion thébaine et à un de ses membres : Victor de Soleure. D'après la tradition, Ours et Victor sont les deux seuls soldats de la Légion thébaine à avoir échappé au massacre d'Agaunum (aujourd'hui Saint-Maurice). Arrivés à Soleure, ville voisine, ils sont rejoints et décapités à cause de leur foi chrétienne. selon certaines sources, ils sont mis à mort en même temps que 66 autres personnes,.
Eucher raconte qu’Ours fut torturé puis décapité sous l’empereur Maximien Hercule et le gouverneur Hyrtacus vers 286 pour avoir refusé d’adorer des idoles. Un autre écrit ancien, le « codex 569 » de la Stiftsbibliothek de Saint-Gall, relate également leur martyr en rajoutant des détails à leur passion.

## Vénération et culte

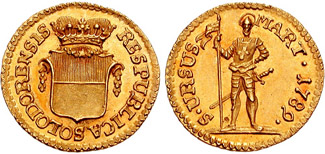
Pièce en or d'un quart de doublon sur laquelle est représenté saint Ours en tenue militaire sur l'avers.

La première église dédiée à Ours à Soleure fut probablement construite après le retour de Genève, de la dépouille de Victor, à la fin du Ve siècle par la reine burgonde. Le culte d'Ours et de Victor se développe au moyen âge et dès le XIe siècle de nombreuses reliques sont envoyés dans les églises et les couvents de la région. En 1519 un cercueil portant une inscription est redécouvert, et attribué à ce martyr. L'événement est solannellement célébré à Soleure et à Berne,,. 
Il est fêté le 30 septembre tant par l’Église catholique que par l’Église orthodoxe. L'église copte égyptienne vénère également Saint Ours de même que tous les saints martyrs de la légion thébaine.
Sur l'iconographie religieuse, Ours est représenté avec les attributs typiques des soldats thébains tels que la palme du martyre, l'épée, l'étendard avec une croix rouge sur fond blanc et la croix mauricienne sur la poitrine. Parfois ils est représenté (comme son collègue Victor) en train de tenir sa tête avec ses mains, en raison de la décapitation qu'il a subi, ainsi qu'une d'une anecdote hagiographique : « Après leur décapitation, leurs corps sont jetés dans une rivière proche mais ils commencèrent alors à flotter, tenant leurs têtes dans leurs mains. Têtes qu'ils déposèrent sur la rive. Les chrétiens locaux décidèrent de les enterrer dans un lieu secret, où une chapelle leur fut dédiée plus tard ».